# Nacionalni park Manuel Antonio
Nacionalni park Manuel Antonio, ili na španskom Parque Nacional Manuel Antonio, se nalazi na pacifičkoj obali Kostarike, južno od gradova  Kepos i Puntarenas. Od glavnog grada Kostarike, San Hose, je udaljen oko 132 kilometara. Osnovan je 1972. godine i zauzima površinu od 1,983 hektara, te je najmanji kostarikanski nacionalni park. Godišnje ga poseti oko 150,000 ljudi. Poznat je po  plažama i pešačkim stazama. Godine 2011. Manuel Antonio je svrstan u 12 najlepših nacionalnih parkova sveta od strane magazina Forbs.

## Karakteristike parka
Park ima nekoliko uvala sa brojnim belim peščanim plažama, kao i bujnim lišćem usred planina i šuma koje dopire do samih plaža. Osim toga, smešten je i u tropskoj šumi. Zbog prijatne klime i prirodnih lepota, ovaj park godišnje posećuje veliki broj domaćih i stranih turista. Imajući to u vidu, trenutno se gradi odgovarajuća infrastruktura sa naglaskom na harmoniji sa prirodom. Plan i radove su osmislile arhitekte Ibo Bonilla i Rafael Viquez. U radove su ukljuceni: Centar za posetioce, kuća Guardaparques, vidikovci i prateća infrastruktura, kao i rute Master plana u koje spadaju: Punta Catedral, vidikovac, vodopad, plaža Espadilja, plaža Manuel Antonio sa pristupom mestima za odmor.

## Plaže
U okviru parka se nalaze četiri plaže: Manuel Antonio, Espadilla Sur, Teloro i Playita. Peščani bedemi privlače posetioce svih uzrasta. Prvi bedem je od drugog odvojen 'tombolom', odnosno prirodnim mostom koji je nastao akumulacijom peska. Posetioci mogu da uživaju u jednočasovnoj šetnji od mesta Espadilla do Punta Catedral (100m). Manuel Antonio i Espadilla Sur sadrže plima bazene, takođe poznati kao kameni bazeni. Ova vrsta bazena postoji samo u mestima gde je plima niska; bazeni su ispunjeni morskom vodom. Postoji i mogućnost za ronjenje.

## Biodiverzitet
Biodiverzitet ovog područja je raznovrstan. Iako je najmanji nacionalni park Kostarike, u njemu je smešteno 109 vrsta sisara i 184 vrsta ptica. Ističu se lenjivci sa tri prsta i braon vratom i Hofmanov dvoprsti lenjivac. Pažnju privlače i Drekavci, zatim Centralno Američki veverica majmun i beloglavi majmun kapucin. U parku možete videti i iguane sa crnim trnovitim repom, zelene iguane, zmije i različite vrste slepih miševa. Kada je reč o pticama tu su nastanjeni tukani, detlići, ptica motmot, parakit papagaji i jastrebovi. Delfini i povremeno kitovi se, takođe, mogu naći u Manuel Antoniu.
Ronjenje, brdski biciklizam, kajaking ili planinarenje omogućavaju turistima da se upoznaju sa životinjskim carstvom koji upotpunjuje sliku ovog nacionalnog parka. 
Nacionalni park Manuel Antonio je drugi najposećeniji park Kostarike, odmah posle Nacionalnog parka Poás Volcano, koji se nalazi u neposrednoj blizini grada San Hose. Velika posećenost parku uslovila je razvoj okolnih naselja i dodatnog uticaja na šume i plaže. Tihi Okean ili Pacifik koji se nalazi ispred samog Nacionalnog parka je svetski poznat po ribolovu, tako da je to dodatni podsticaj za turiste da dođu i uživaju u raznim aktivnostima.

## Turizam
Manuel Antonio je jedna od najposećenijih destinacija Kostarike. Pored pristupačnosti samog parka, u ponudu su uključeni i svi obroci, smeštaj kao i, već pomenuti, raznovrsni biljni i životinjski svet. Pored svih atrakcija, okružen je i tropskom šumom što dodatno pojačava atraktivnost. Zbog toga park posećuju i ljubitelji ekoturizma, surferi i plivači. 

## Galerija
- Pejzaži

- Fauna u parku
- Beloglavi majmun kapucin u parku
- Mala kraba duh u parku
- Rakun koji jede krabu na plaži parka
- Drekavac
- Majmun Drekavac lomi granje
- Centralno Američka Veverica majmun
- Centralno Američka Veverica majmun
- Lenjivac sa tri prsta
- Hofmanov dvoprsti lenjivac
- Crna iguana
- Basilisk gušter

## Spoljašnje veze
- Kostarika
- Nacionalni Park Manuel Antonio